# Aeroporto de Nuuk
O Aeroporto de Nuuk (em gronelandês: Mittarfik Nuuk e em dinamarquês: Nuuk Lufthavn) é o aeroporto internacional da capital da Gronelândia - Nuuk. Possui uma pista asfaltada com 2 200 metros de comprimento. 
Foi fundado em 1979 e remodelado para aeroporto internacional em 2024, tendo então a sua pista sido ampliada para 2 200 metros, ficando assim com capacidade para voos transatlânticos.

## Linhas aéreas e destinos
A Air Greenland serve o Aeroporto de Nuuk com voos de avião para Ilulissat, Kangerlussuaq, Maniitsoq, Narsarsuaq, Paamiut e Sisimiut. No verão serve também com voos internacionais para Iqaluit e para Reiquejavique-Keflavík. A Air Iceland faz voos para Reiquejavique.

## Acidentes e Incidentes
- Em 7 de junho de 2008, um Eurocopter AS350 da Air Greenland caiu na pista do Aeroporto de Nuuk.[5]  Não houve feridos, mas o helicóptero foi danificado além do reparo.[5][6]
- Em 4 de março de 2011, uma Dash 8 da Air Iceland caiu do trem de pouso enquanto pousava na pista. Não houve feridos, mas alguns danos pesados para a aeronave.

## Galeria

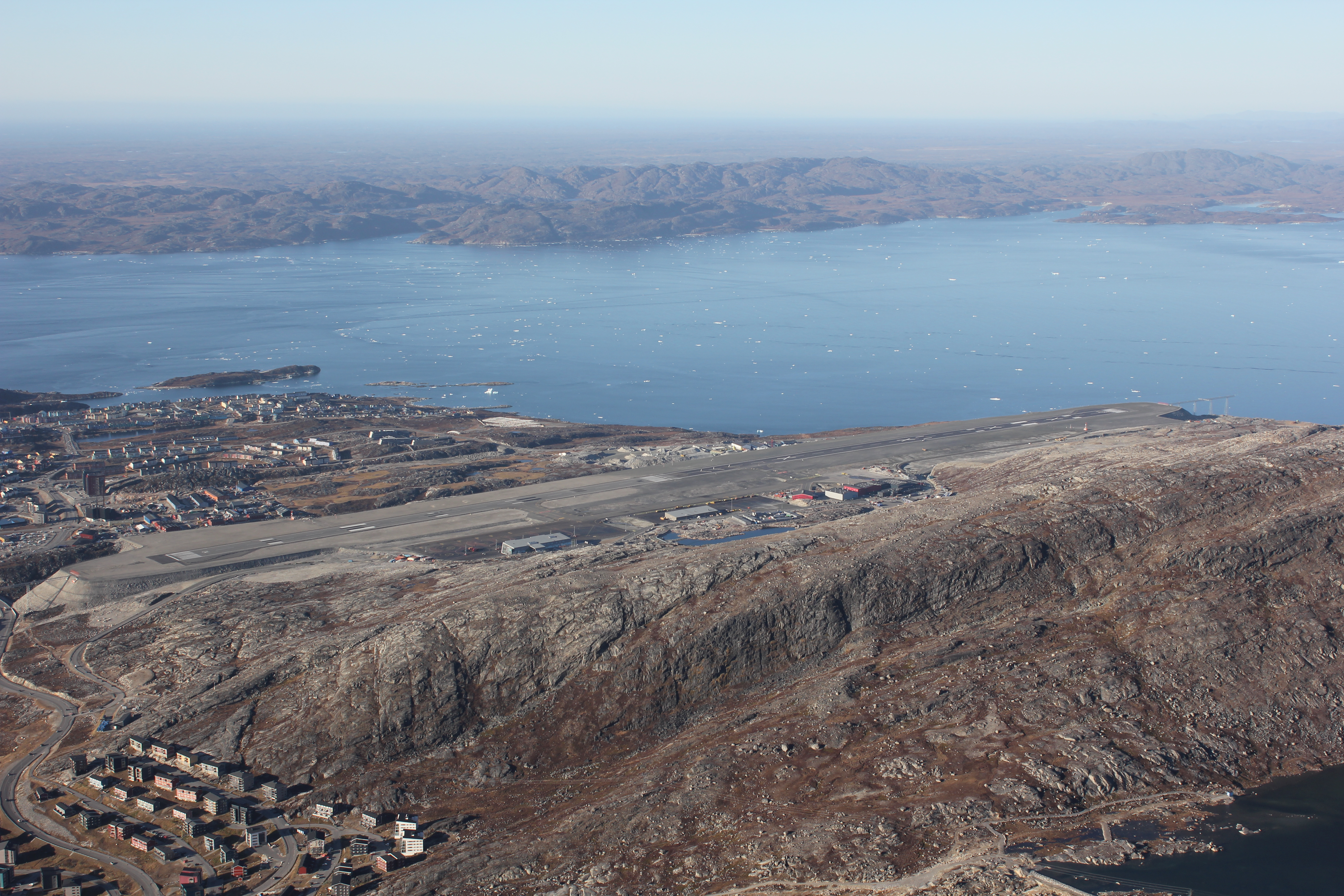
Vista panorâmica do aeroporto
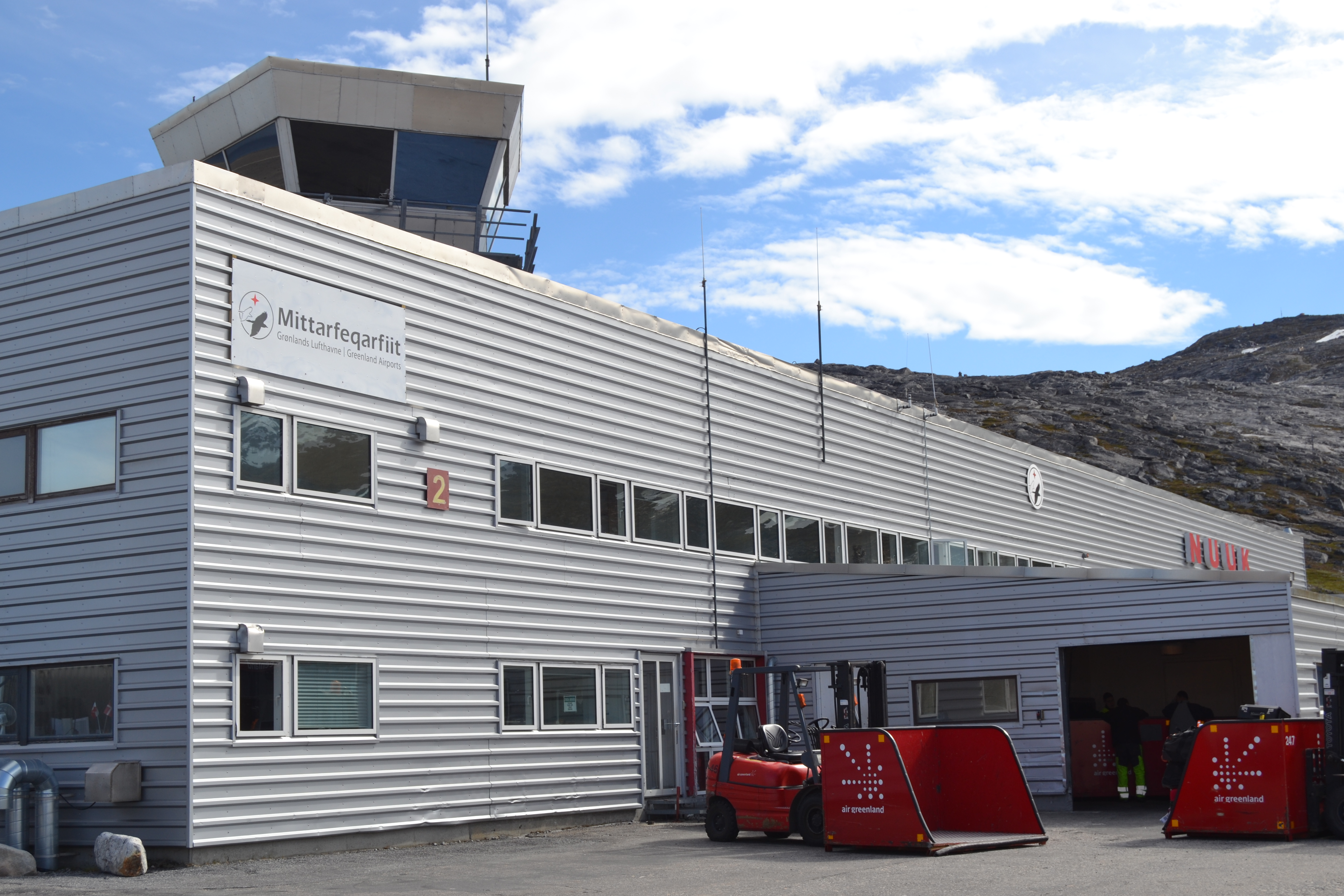
Terminal